# 531
El 531 (DXXXI) fou un any comú començat en dimecres del calendari julià.

## Esdeveniments
- Derrota romana d'Orient davant les tropes de Pèrsia en la batalla de Cal·linícon.
- Una aliança de francs i saxons envaeix la Turíngia.
- Inici del regnat de Teudis.